# Podsedlo
Podsedlo – wieś w Chorwacji, w żupanii karlowackiej, w gminie Vojnić. W 2011 roku liczyła 76 mieszkańców.